# Endokard

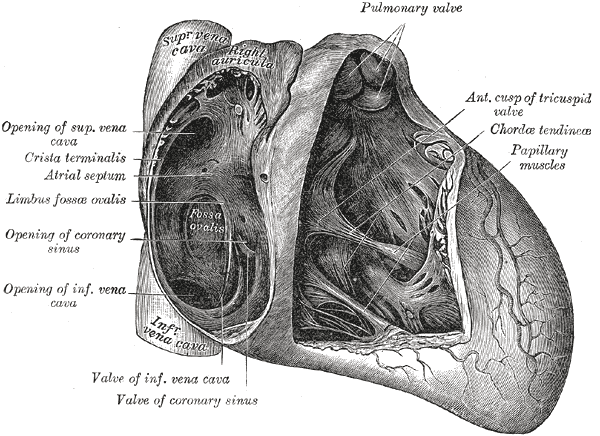
Pohled do nitra lidského srdce: všechny srdeční dutiny jsou lemovány endokardem+

Endokard (endocardium), též „nitroblána srdeční“, je vnitřní srdeční vrstva, která vystýlá srdeční dutiny a vyskytuje se v srdci všech obratlovců (a u žádných bezobratlých živočichů). Je to vlastně endotel, podobný endotelu uvnitř cév. Endokard spolu s myokardem (srdeční svalovinou) a perikardem (osrdečníkem) představují tři základní vrstvy srdce obratlovců. Lidský endokard je tvořen jednou vrstvou epiteliálních buněk a pod ní uloženou (různě tlustou) vrstvou vaziva.

## Zárodečný vývoj
Endokard vzniká ze stejné buněčné populace jako srdeční svalovina (myokard). Odlišuje se od něj produkcí speciálních adhezívních bílkovin, tzv. N-kadherinů (u myokardu jich je více než u budoucího endokardu). V budoucím srdci se buňky endokardu podílí nejen na vnitřní výstelce srdce, ale dávají vzniknout i části srdečních chlopní, mezikomorového a síňového septa.